# Fundo de Financiamento ao Estudante do Ensino Superior
O Fundo de Financiamento ao Estudante do Ensino Superior (FIES) é um programa do Ministério da Educação do Brasil, criado em 1999, destinado a financiar a graduação na educação superior de estudantes matriculados em instituições não gratuitas. Podem recorrer ao financiamento os estudantes matriculados em cursos superiores que tenham avaliação positiva nos processos conduzidos pelo Ministério da Educação.

## Histórico
Foi criado em 1975 o Programa de Crédito Educativo (CREDUC) pelo Governo Ernesto Geisel. Em 1999, durante o Governo Fernando Henrique Cardoso, foi amplamente reformulado e passou a se chamar FIES. Ampliado posteriormente no Governo Lula em 2010, teve sua taxa de juros ajustada de 6,5% para 3,4% a.a. (abaixo da SELIC). Também foi estabelecido um prazo de carência de 18 meses após a conclusão do curso para o início dos pagamentos por parte do estudante beneficiado – entretanto, um projeto de lei que visava ampliar o prazo de carência para 36 meses (3 anos) passou pelo Congresso em 2014, tendo sido arquivado em 2019. Ainda no mesmo ano de 2010, o prazo para quitação foi ampliado para até três vezes ao tempo de duração do curso.
Em 2014, 26% dos estudantes matriculados nas instituições de Ensino Superior privadas foram beneficiados pelo FIES. Isso significa um investimento de cerca de R$ 13 bilhões por parte do governo federal, sendo que 26% das vagas de Ensino Superior são ofertadas por instituições públicas e 74% são ofertadas por instituições particulares. Em dezembro de 2014 e no início de 2015, o governo federal implementou mudanças nos critérios de concessão do financiamento, passando não só a limitar o índice de reajuste anual do valor das mensalidades, mas também a exigir que o aluno alcançasse um mínimo de 450 pontos e que não tivesse zerado a prova de redação no Exame Nacional do Ensino Médio (ENEM). A partir do início de 2016, o programa sofreu um corte de R$ 2 bilhões (16% em relação ao orçamento do ano de 2015), além de alterações nas regras e restrição no acesso.
Em 2018, durante o Governo Temer, o Ministério da Educação divulgou novidades para o FIES, a principal delas foi a ampliação no valor máximo da mensalidade financiada, agora aceitando cursos que cobram até 7 mil reais por mês e até 10 mil reais para cursos de medicina, limitados a 42,9 mil e 60 mil reais por semestre, respectivamente. Além disso, o MEC destacou que 100 mil estudantes poderão financiar o curso com juros zero, desde que ele pertença ao grupo com renda familiar de até três salários mínimos; o critério de classificação para este benefício será a nota do ENEM divulgada pelo Ministério da Educação.

## Requisitos
O candidato que deseja participar do processo seletivo tem que atender aos pré-requisitos abaixo:
- Não concluiu curso superior;
- Possui renda familiar mensal bruta, por pessoa, de até 3 salários mínimos;
- Participou de alguma das edições do Enem a partir de 2010;
- Obteve, pelo menos, 450 pontos na média das provas e nota superior a 0 na redação.

Além disso, a partir de 2015, cursos com conceitos 5 e 4 no  no Sistema Nacional de Avaliação da Educação Superior (SINAES) terão prioridade de oferta, assim como cursos nas regiões Norte, Nordeste e Centro-Oeste, à exceção do Distrito Federal. Por fim, estudantes financiados pelo Fies terão concessão de desconto de 5% no valor das mensalidades, através das instituições.
Para conseguir o FIES, é necessário que o candidato tenha realizado o Enem a partir de 2010, exceto nas seguintes casos:
- É professor da rede pública de ensino, em exercício do magistério da educação básica;
- É integrante do quadro de pessoal permanente de instituição pública;
- Está regularmente matriculado em cursos de licenciatura, normal superior ou pedagogia;

### Processo seletivo
O Fies possui um processo seletivo que pré-seleciona e então classifica os candidatos. A segunda etapa envolve a apresentação dos requisitos mínimos que o Fies espera de seus candidatos.
Se o candidato não for pré-selecionado, ainda há chance de classificação através da Lista de Espera.

### Aditamento
O aditamento, isto é, a renovação do financiamento, pode ser classificado de duas formas. O aditamento simplificado não prevê nenhuma mudança nas cláusulas contratuais do financiamento, enquanto no aditamento não simplificado ocorrem mudanças no contrato.

### Suspensão temporária
A suspensão temporária do contrato do Fies ocorrerá quando:
- O estudante solicitar a suspensão temporária do contrato através do Sistema Informatizado do Fies (SisFies), até o 15º (décimo quinto) dia dos meses de janeiro a maio, para o 1º semestre, e de julho a novembro, para o 2º semestre. Nesse caso, a suspensão só terá validade no primeiro dia do mês seguinte ao qual o pedido foi feito.
- Caso o estudante queira fazer a suspensão temporária do semestre para o qual não houve renovação do financiamento, ele poderá solicitá-la em qualquer mês do semestre a ser suspenso.
- É possível suspender o financiamento por até 2 (dois) semestres consecutivos
- A suspensão deve ser aprovada pela CPSA, aquela Comissão Permanente de Supervisão e Acompanhamento da instituição de ensino ao qual o estudante está vinculado.
- Em casos específicos, analisados e validados pela CPSA, o estudante pode conseguir a suspensão por mais um semestre; se a instituição de ensino encerrar as atividades com reconhecimento do MEC, o estudante pode conseguir até mais 2 (dois) semestres de suspensão.
- A suspensão pode ser solicitada pelo agente operador, caso não aconteça a renovação semestral do financiamento durante o prazo estabelecido.

### Encerramento do contrato
Caso o estudante tenha concluído o período de financiamento, as fases de carência e amortização (isto é, relacionadas ao pagamento do restante da dívida) serão iniciadas automaticamente. Se o estudante desejar pedir um encerramento antecipado, é necessário acessar o Sistema Informatizado do Fies (SisFies) e optar por uma das seguintes opções:
- liquidar o saldo devedor do financiamento no ato da assinatura do Termo de Encerramento;
- permanecer na fase de utilização do financiamento e cumprir as fases de carência e - amortização de acordo com as condições do contrato;
- antecipar a fase de carência do financiamento e cumprir a fase de amortização de acordo com as condições do contrato; ou
- antecipar a fase de amortização do financiamento e efetuar o pagamento das prestações de acordo com as condições do contrato.

## Comparação com outros programas
O Prouni oferece bolsas de estudo integrais e parciais de 50% em instituições de ensino superior. Ou seja, caso o candidato seja contemplado com a bolsa integral, ele não pagará nada pelo curso, caso seja contemplado com a bolsa de 50%, ele pagará apenas pelos outros 50% restantes. Enquanto o FIES concede financiamento de graduação de ensino superior, também em instituições privadas. Ou seja, o candidato irá financiar o valor das mensalidades em parcelas menos agressivas, entretanto, o valor será integralmente pago pelo candidato. A vantagem desse programa é a substancial redução dos juros do valor financiado.

## Funcionamento
O Fies é operacionalizado pela Caixa Econômica Federal e pelo Banco do Brasil. Todas as operações do processo seletivo, da adesão das instituições de ensino e inscrição dos estudantes à divulgação dos resultados e entrevistas, são realizadas pela Internet. Isso traz comodidade e facilidade para os participantes e garante confiabilidade em todo o processo. Os critérios de seleção são impessoais e objetivos.[carece de fontes?]